# Лапьо
Лапьо (итал. Lapio) — коммуна в Италии, располагается в регионе Кампания, в провинции Авеллино.
Население составляет 1750 человек, плотность населения составляет 117 чел./км². Занимает площадь 15 км². Почтовый индекс — 83030. Телефонный код — 0825.